# Tudela
Tudela es un municipio español de la Comunidad Foral de Navarra, situada a 94 km de la capital de la comunidad, Pamplona. Es la cabeza del partido judicial homónimo, cabeza de la merindad homónima y el centro económico y comercial de la Ribera de Navarra. También es el segundo municipio más poblado de Navarra con una población de 38 685 habitantes (INE 2024).

## Toponimia
Tradicionalmente se ha creído que el topónimo de Tudela tiene origen en la palabra latina tutela ‘protección’, y que haría referencia a la deidad romana del mismo nombre Tutela.
Es discutida la afirmación de si la mención a «Tutela» contenida en uno de los epigramas del poeta latino Marcial hace referencia efectivamente a Tudela. En cualquier caso, la ciudad aparece citada por primera vez en el año 802, cuando Amrus ben Yusuf fortifica el altozano junto al Ebro. En el contexto islámico la ciudad fue referida como:

«Por la autoridad del Azdi, citado por Borbón, carta XII y XV de las escritas al doctor Masdeu, consta que en la expedición á que dio principio el año 97 de la hégira, 716 de Cristo, Ayub el Lajimita, Gobernador de España, sucesor de Abdalasis, se apoderó de la ciudad de Tudela. Conservó ésta su nombre sin más alteración que la de la lengua de los árabes, que la llamaban Tothila, Todela y alguna vez Tudela, de la que se hallan repetidas pruebas en las memorias de aquellos tiempos.»

Los nombres con los que se registra en la documentación histórica de los años 1119-1121, son Thudela, Totela, Tudela, Tudella, Tutela, Tutele, Tutella y Tutellam.
Hay otras Tudelas en España como los municipios de Tudela de Duero y Tudela de Segre, además del municipio riojano de Tudelilla. Los orígenes de los topónimos de estas localidades se suelen relacionar con la Tudela navarra.

## Geografía

Situación del municipio de Tudela en Navarra y en su merindad

Tudela es una ciudad de Navarra (España), cabecera de la comarca conocida como La Ribera, situada al sur de Navarra, así como del partido judicial del mismo nombre y de la merindad del mismo nombre. Está situada a orillas del río Ebro y en la desembocadura del Queiles, uno de sus afluentes, que atraviesa la ciudad. Está situada a 264 metros de altitud.

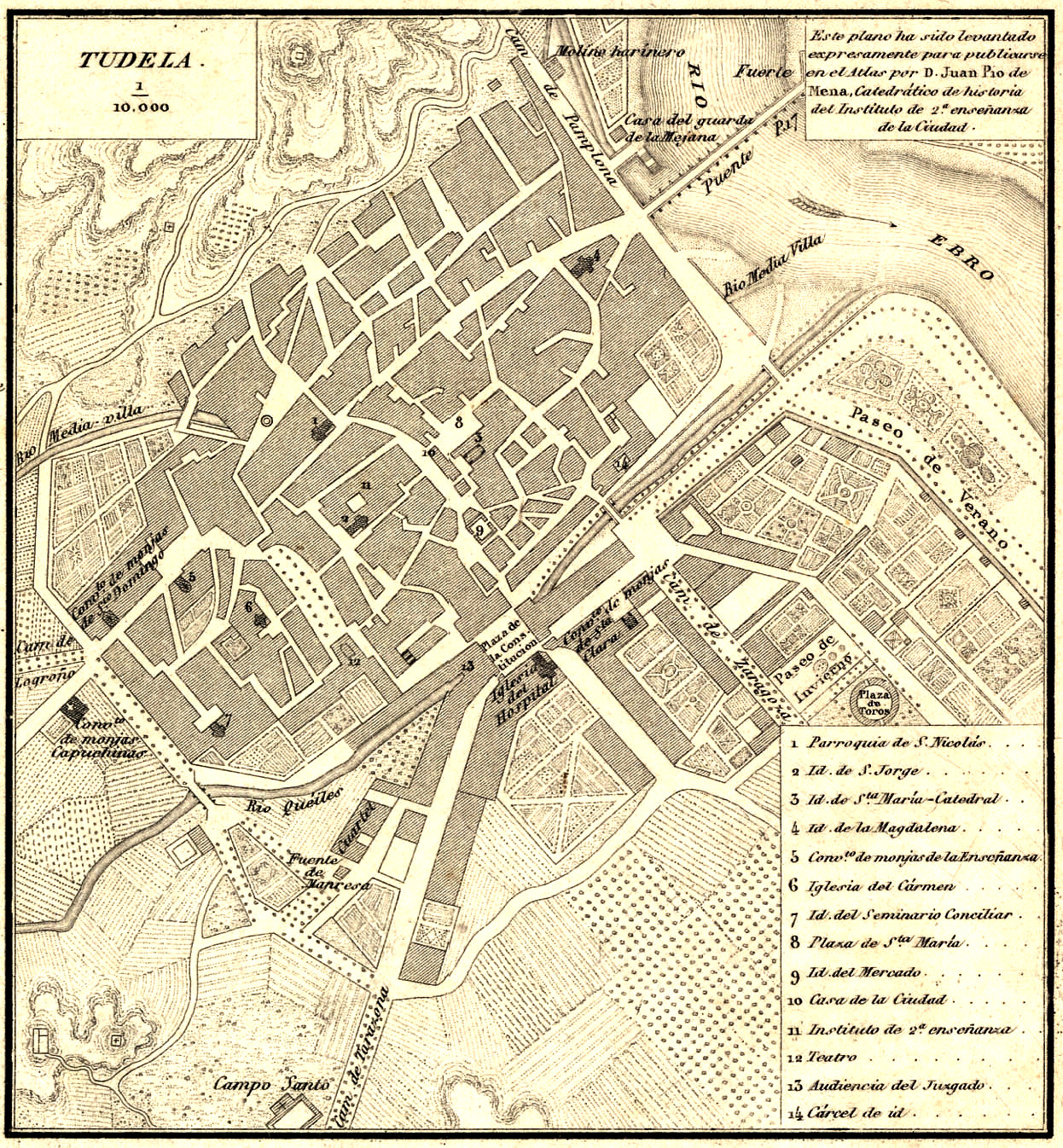
Plano de Tudela en el Mapa de Navarra (1861) elaborado por Francisco Coello, auxiliado por Pascual Madoz, José de Nagusía y Maximiano Hijón

El término municipal de Tudela es uno de los más extensos de Navarra y está representado en la hoja 282 del Mapa Topográfico Nacional.
| Noroeste: Castejón                     | Norte: Castejón, Valtierra y Arguedas         | Nordeste: Bardenas Reales |
| Oeste: Corella y Cintruénigo           |                                               | Este: Bardenas Reales     |
| Suroeste: Fitero y Tarazona (Zaragoza) | Sur: Cascante, Murchante, Ablitas y Fontellas | Sureste: Cabanillas       |

### Relieve
El relieve del municipio está definido por la llanura de La Ribera Navarra, al este, dominada por el río Ebro, hasta el inicio del parque natural de las Bardenas Reales. Por el noroeste se encuentran los Montes del Cierzo, que superan los 400 metros de altitud, destacando los picos Hornazos (413 m), Portillo de Navas (431 m) y Moluengo (441 m). Por el suroeste el relieve es más abrupto, formado por la continuación de los Montes del Cierzo que se extienden hacia Tarazona. La altitud oscila entre los 730 metros en el extremo suoreste y los 250 metros a orillas del Ebro.

### Hidrografía
Tudela es atravesada por dos ríos, el Queiles, y el río Mediavilla que recoge el agua de lluvia de los montes de Cierzo y por manantiales que hay a lo largo del recorrido dentro de la ciudad. Por su parte derecha, la ciudad limita con el río Ebro que llega a ella desde el norte y la bordea en dirección NO-SE. El abundante caudal del río es el principal aporte de agua potable para consumo humano y riego.
La depresión del Ebro está rellena con sedimentos mayoritariamente arcillosos y limosos con poco interés hidrogeológico, y con grandes acumulaciones evaporíticas (yesos y otras sales) que imprimen un marcado carácter salino a las aguas. Hay algunos acuíferos de carácter estrictamente local en las facies litológicas detríticas más groseras. Sin duda, el acuífero mayor por su almacenamiento y fácil recarga, es el instalado en las terrazas fluviales del río Ebro. 
La descarga se produce principalmente en el contacto entre la cordillera Ibérica y la depresión del Ebro, estando controlada su salida por la mayor permeabilidad de determinadas fracturas. En Navarra, la descarga tiene lugar a través de los manantiales termales de Baños de Fitero y directamente en el cauce del río Alhama, llegando incluso a la propia ciudad de Tudela, pero ya en acuíferos fríos y de poca importancia, pero lo suficiente para aportar agua al río Queiles.

### Clima
El clima de Tudela es un clima mediterráneo típico, con precipitaciones escasas y concentradas principalmente en otoño. Las únicas lluvias que llegan a la zona provienen de los escasos temporales mediterráneos asociadas a viento del Sureste (aguas arriba del Ebro) y a las aportaciones de tormentas de verano. Los valores del coeficiente de variación interanual de la precipitación son muy elevados. Temperatura media anual de 14,7 °C, precipitaciones de unos 400 mm.; horas de sol despejado 2500, con más de 120 días despejados al año, debido a la influencia del viento racheado del noroeste, cierzo. Corresponde a un régimen térmico templado cálido. Por lo que respecta al régimen de humedad, tanto la duración, intensidad y situación estacional en período seco, lo definen como mediterráneo seco. En estas condiciones son posibles los cereales de invierno y primavera, leguminosas, cultivos industriales, forrajeros, vid, olivo, etc. Es un clima excelente para el manzano, peral, melocotonero y otros frutales caducifolios, pero precisan riego.
| Parámetros climáticos promedio de Tudela (Periodo de referencia: 1986-2004)      | Parámetros climáticos promedio de Tudela (Periodo de referencia: 1986-2004) | Parámetros climáticos promedio de Tudela (Periodo de referencia: 1986-2004) | Parámetros climáticos promedio de Tudela (Periodo de referencia: 1986-2004) | Parámetros climáticos promedio de Tudela (Periodo de referencia: 1986-2004) | Parámetros climáticos promedio de Tudela (Periodo de referencia: 1986-2004) | Parámetros climáticos promedio de Tudela (Periodo de referencia: 1986-2004) | Parámetros climáticos promedio de Tudela (Periodo de referencia: 1986-2004) | Parámetros climáticos promedio de Tudela (Periodo de referencia: 1986-2004) | Parámetros climáticos promedio de Tudela (Periodo de referencia: 1986-2004) | Parámetros climáticos promedio de Tudela (Periodo de referencia: 1986-2004) | Parámetros climáticos promedio de Tudela (Periodo de referencia: 1986-2004) | Parámetros climáticos promedio de Tudela (Periodo de referencia: 1986-2004) | Parámetros climáticos promedio de Tudela (Periodo de referencia: 1986-2004) |
| Mes                                                                              | Ene.                                                                        | Feb.                                                                        | Mar.                                                                        | Abr.                                                                        | May.                                                                        | Jun.                                                                        | Jul.                                                                        | Ago.                                                                        | Sep.                                                                        | Oct.                                                                        | Nov.                                                                        | Dic.                                                                        | Anual                                                                       |
| -------------------------------------------------------------------------------- | --------------------------------------------------------------------------- | --------------------------------------------------------------------------- | --------------------------------------------------------------------------- | --------------------------------------------------------------------------- | --------------------------------------------------------------------------- | --------------------------------------------------------------------------- | --------------------------------------------------------------------------- | --------------------------------------------------------------------------- | --------------------------------------------------------------------------- | --------------------------------------------------------------------------- | --------------------------------------------------------------------------- | --------------------------------------------------------------------------- | --------------------------------------------------------------------------- |
| Temp. máx. abs. (°C)                                                             | 20.0                                                                        | 26.6                                                                        | 30.0                                                                        | 31.0                                                                        | 36.0                                                                        | 43.0                                                                        | 41.3                                                                        | 42.0                                                                        | 39.0                                                                        | 33.0                                                                        | 24.9                                                                        | 21.0                                                                        | 43.0                                                                        |
| Temp. máx. media (°C)                                                            | 10.2                                                                        | 12.8                                                                        | 17.0                                                                        | 18.3                                                                        | 23.2                                                                        | 27.8                                                                        | 30.9                                                                        | 30.9                                                                        | 25.8                                                                        | 19.8                                                                        | 13.9                                                                        | 10.5                                                                        | 20.1                                                                        |
| Temp. media (°C)                                                                 | 6.2                                                                         | 7.9                                                                         | 11.3                                                                        | 12.8                                                                        | 17.2                                                                        | 21.2                                                                        | 24.0                                                                        | 24.1                                                                        | 19.9                                                                        | 15.1                                                                        | 9.8                                                                         | 6.8                                                                         | 14.7                                                                        |
| Temp. mín. media (°C)                                                            | 2.2                                                                         | 3.0                                                                         | 5.6                                                                         | 7.4                                                                         | 11.2                                                                        | 14.6                                                                        | 17.1                                                                        | 17.3                                                                        | 14.1                                                                        | 10.4                                                                        | 5.8                                                                         | 3.2                                                                         | 9.3                                                                         |
| Temp. mín. abs. (°C)                                                             | -7.0                                                                        | -6.0                                                                        | -7.0                                                                        | -2.0                                                                        | 0.0                                                                         | 6.0                                                                         | 9.0                                                                         | 8.8                                                                         | 5.5                                                                         | 0.0                                                                         | -6.0                                                                        | -9.0                                                                        | -9.0                                                                        |
| Precipitación total (mm)                                                         | 26.7                                                                        | 20.1                                                                        | 23.1                                                                        | 39.9                                                                        | 43.4                                                                        | 34.7                                                                        | 21.8                                                                        | 28.4                                                                        | 44.6                                                                        | 40.6                                                                        | 28.0                                                                        | 33.1                                                                        | 384.4                                                                       |
| Días de lluvias (≥ 1 mm)                                                         | 8                                                                           | 6                                                                           | 7                                                                           | 9                                                                           | 8                                                                           | 5                                                                           | 4                                                                           | 5                                                                           | 7                                                                           | 10                                                                          | 9                                                                           | 9                                                                           | 87                                                                          |
| Días de nevadas (≥ 1 mm)                                                         | 0.5                                                                         | 1.2                                                                         | 0.1                                                                         | 0                                                                           | 0                                                                           | 0                                                                           | 0                                                                           | 0                                                                           | 0                                                                           | 0                                                                           | 0.1                                                                         | 0.6                                                                         | 2.5                                                                         |
| Fuente: Gobierno de Navarra - Departamento de Desarrollo Rural y Medio Ambiente. |                                                                             |                                                                             |                                                                             |                                                                             |                                                                             |                                                                             |                                                                             |                                                                             |                                                                             |                                                                             |                                                                             |                                                                             |                                                                             |

### Flora y fauna
La vegetación típica es la gran formación Durilignosa con carácter más o menos continental, con Quercus ilex como representante de la alianza Quercion ilicis. Por influencia de mayor humedad y de menor tenacidad, aparece asociada con Quercus lusitanica, árbol de hoja marcescente.

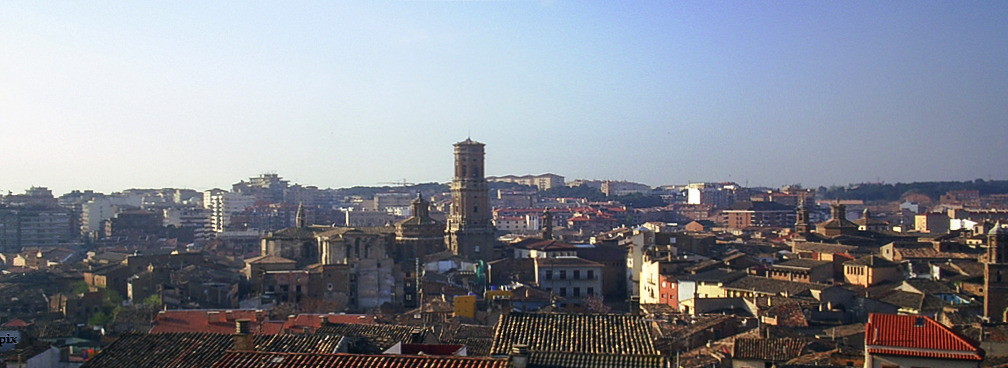
Casco histórico de Tudela, con la ciudad nueva al fondo

### La Mejana

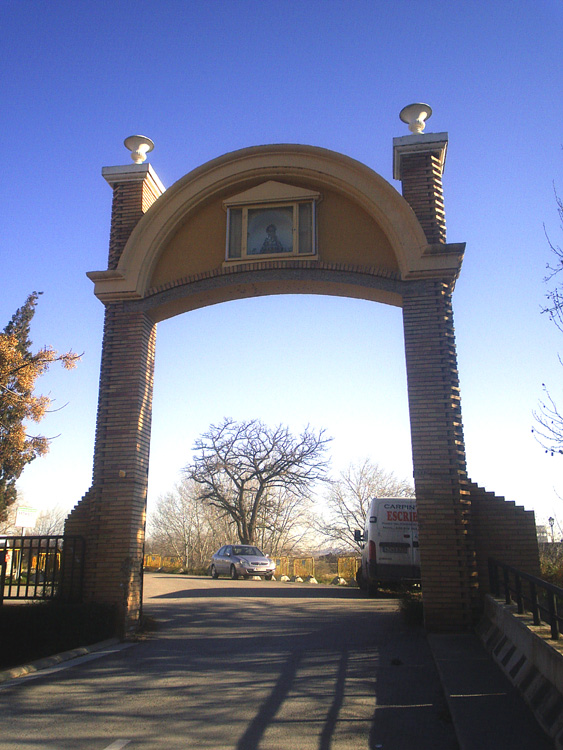
Puerta de acceso a la Mejana

La Mejana es una isleta del río Ebro situada junto al casco urbano de Tudela. Se formó de forma natural por acumulación de los limos que arrastra el río Ebro en su cauce. Aunque la palabra mejana se aplica como nombre común a otras isletas formadas por el Ebro en su discurrir por Navarra y Aragón, la mejana por antonomasia es la que se sitúa junto al casco urbano de Tudela y el puente de piedra sobre el Ebro. En tanto que las otras mejanas suelen ser nombradas junto a otro topónimo que la diferencie, como pasa con la llamada Mejana de Mosquera, situada aguas abajo de Tudela o la Mejana de Santa Isabel, situada en el municipio de Cortes.
La Mejana se encuentra situada en el Ebro, pero no en el centro de su cauce, sino mucho más cerca de la margen derecha del río que de su margen izquierda. El brazo del río que la separa de la margen derecha y del casco urbano de Tudela recibe el nombre de Acequia del Molinar o del Molino.
Aunque en origen la superficie de la Mejana estaba ocupada por un soto con vegetación propia de ribera fluvial, su terreno fue roturado y en la actualidad está ocupada mayoritariamente por huertas. Se trata de una tierra de cultivo muy popular, donde se mezclan los campos de verdura con los campos de ocio, siendo famosas las verduras que este campo produce: alcachofas, espárragos, cogollos de lechuga, tomates, etc.
No obstante, en el extremo septentrional de la Mejana se ha conservado una porción del primitivo soto que, junto a otra masa arbórea de la margen izquierda del río Ebro, se encuentra protegido como enclave natural con el nombre de Sotos de Traslapuente (código de protección de espacios naturales de Navarra EN-11).
El acceso a la Mejana se realiza por un pequeño puente sobre la Acequia del Molinar presidido por una famosa puerta de ladrillo, mil veces dibujada y pintada, que en la parte superior posee una hornacina con la imagen de la patrona de Tudela: Santa Ana.
La Mejana ha sido tradicionalmente uno de los hitos urbanos más reconocidos y castizos de Tudela. Por ello, abundan las jotas navarras en las que se alude a ella. Tratándose de un lugar muy querido por los tudelanos y tudelanas.

## Historia

### Prehistoria y Edad Antigua

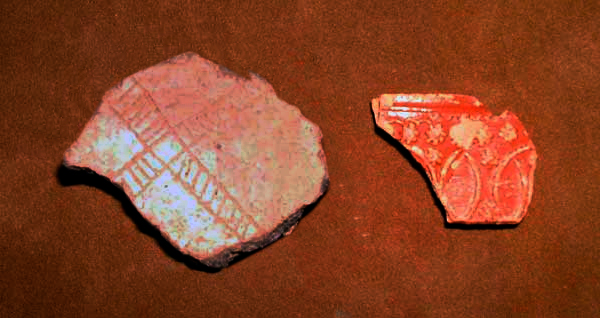
Un fragmento de cerámica incisa cruciforme (I Edad del Hierro) y otro de Terra Sigillata Gálica (romana) encontrados en Tudela

Conserva en diferentes partes del término restos inequívocos (materiales líticos y cerámicos) que hablan de asentamientos humanos desde el Paleolítico inferior.

#### Época celta y celtíbera (siglosIX-IIIa.C.)
En 1988 y 1999, en excavaciones arqueológicas en el cerro de Santa Bárbara, junto al casco antiguo de Tudela, se hallaron restos arqueológicos pertenecientes a la I y II Edad del Hierro. Todas estas excavaciones parecen sugerir que en Tudela existió un poblado celtíbero de dimensiones incluso mayores al del cerro de la Cruz en Cortes.

#### Época romana (siglosIIIa.C.-Vd.C.)
Diversas excavaciones han encontrado restos de época romana en diferentes partes del término municipal, como son la villa romana del Ramalete, cerámica romana en el cerro de Santa Bárbara y dentro del casco antiguo de Tudela. Los primeros restos romanos asociados con seguridad a muros y pavimentos se descubrieron en las excavaciones realizadas entre 1984 y 1985 en el entorno de la iglesia de la Magdalena. Hay testimonios escritos contemporáneos que parecen indicar que esta aldea romana era conocida como Tutela. El poeta hispanorromano Marco Valerio Marcial, por ejemplo, cita a Tudela junto a su nativa Bilbilis en el epigrama 55 del libro IV.
La Tutela romana pudo ser una aldea casi abandonada a partir del siglo I d. C., aunque se ha demostrado que el cerro de Santa Bárbara ha estado habitado desde época celta y romana sin interrupción hasta nuestros días. Existe una hipótesis según la cual la Cascantum romana (actual Cascante) no se fundó en la misma posición que la Kaiskata celtíbera original, existiendo la posibilidad de que la posición original de la Kaiskata indígena sea la propia Tudela, el antiguo poblado indígena del cerro de Santa Bárbara. Al cambiar de ubicación y perder categoría económica, la Kaiskata original pudo perder también su nombre original, a favor de la nueva Cascantum, pasándose a llamar Tutela.
Se ha considerado en numerosas ocasiones que Muskaria o Muscaria, ciudad vasco-romana citada por el geógrafo Ptolomeo en el siglo II d. C., se encontraba en las proximidades de la actual Tudela. Hoy en día se considera muy poco probable que Muskaria estuviera emplazada en el municipio de Tudela, y mucho menos que fuera la propia Tudela.

### Edad Media

#### Época visigoda (siglosV-VIId.C.)
De época visigoda, se han identificado también abundantes restos arqueológicos de los siglos IV al VI en excavaciones en el entorno de la iglesia de la Magdalena, en los solares de la margen izquierda del barranco del Mediavilla y, en superficie, en las laderas del cerro de Santa Bárbara.

#### Época musulmana (siglosVIII-XIId.C.)
En el año 802, Tutela fue fortificada (y refundada con la denominación Al-Tutili) por Amrus ben Yusuf, quien había sido nombrado gobernador de la Marca Superior por el emir Al-Hakam I. En el 803 tras las correrías de Amrus por tierras de Pamplona, pamploneses y Banu Qasi se apoderan de Tudela, aunque más tarde se ven obligados a abandonarla debido a la presión de Córdoba, con lo que se acogen en el 806 a la protección carolingia.
En contexto de las revueltas en la Marca Hispánica hacia el emperador Pipino I, que afectaron a los territorios catalanes, aragoneses y pamploneses, «los Banu Qasi se instalarían en Tudela, probablemente de acuerdo con el gobernador de la Frontera Superior, el futuro Abd al-Rahman II, que tenía su residencia en Zaragoza y que era quien, en 817, había dirigido las negociaciones de paz con Luis el Piadoso».

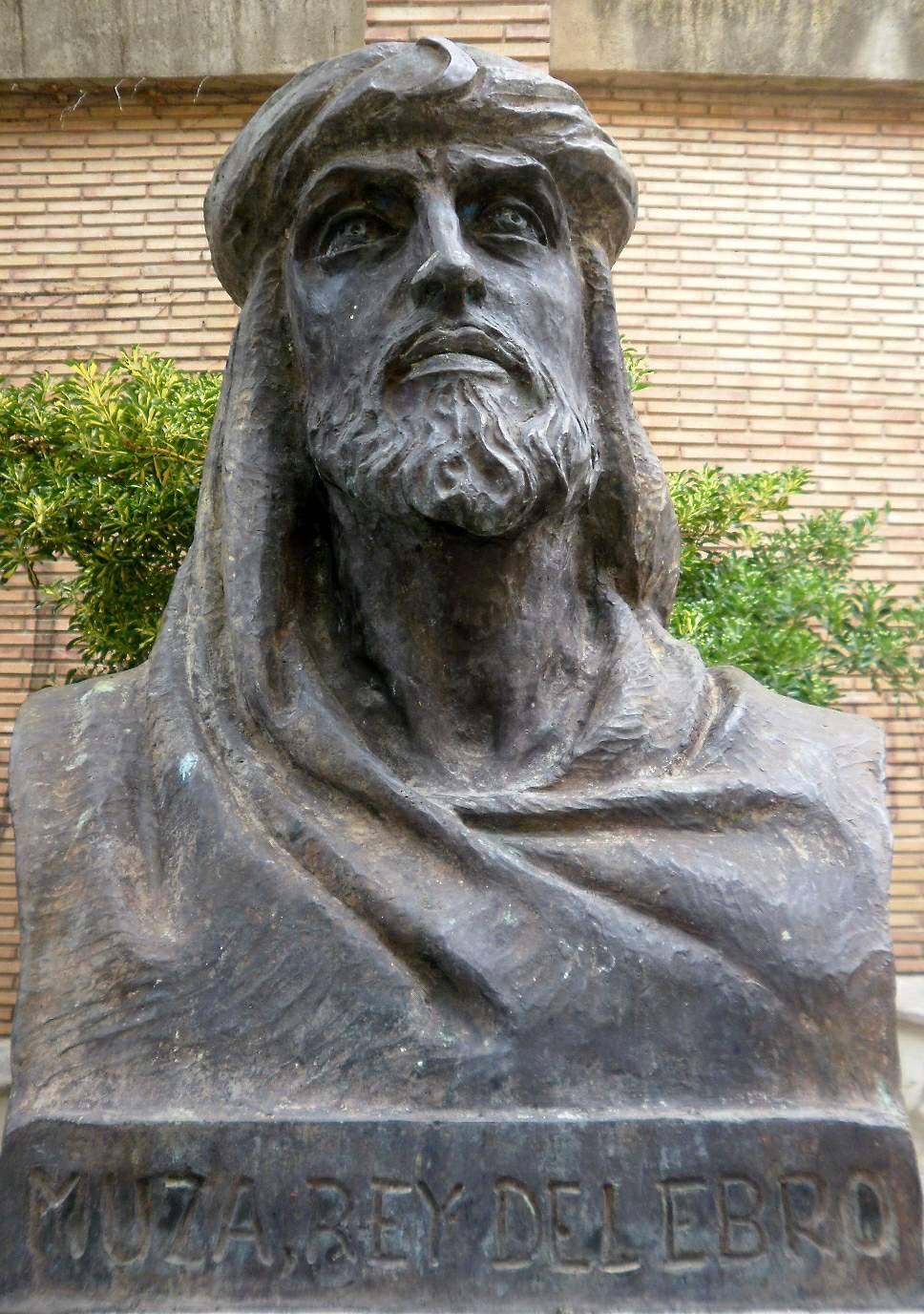
Musa ibn Musa (765-862) descendiente del hispanorromano del conde Casio (entonces Banu Qasi), fue un importante gobernador de Tudela durante el periodo musulmán.
Casado con Onneca de Pamplona, su hijo Iñigo Arista sería el primer caudillo del reino pamplonés

Posteriormente Al-Tutili fue el lugar permanente de residencia de Musa ibn Musa, poderoso caudillo que mantenía relaciones, incluso parentesco, con las casas señoriales cristianas del naciente Reino de Pamplona siendo en concreto hermano uterino de Íñigo Arista. Su poderío fue tal que llegó a considerarse como el «Tercer Rey de España», tras el emir Abd al-Rahman II de Córdoba y el rey astur Ordoño I de Oviedo. Durante su mandato y el de sus sucesores a lo largo de los siglos IX y X Al-Tutili experimentó una gran expansión, alcanzando un gran esplendor económico y cultural. Incluso durante esta etapa Tudela llegó a convertirse en capital de una taifa independiente durante un breve periodo de unos 5 años (probablemente entre 1046 y 1051), tiempo en el que se acuñó moneda propia.
De la importancia que adquirió Al-Tutili da fe la construcción de la Mezquita Mayor, el zoco (Mercalete Vetere), una alcaicería, iglesias para los mozarábes, barrio judío con sinagogas, baños públicos y un abigarrado caserío al abrigo de la Alcazaba que estuvieron supeditadas a Al-Ándalus como frontera de dos fes religiosas: la musulmana y la cristiana. La «cultura andalusí» siguió siendo de marcada significación desde el siglo XI al XIII con figuras señeras tanto árabes como judías.
En el 872 los Banu Qasi se rebelan contra el emirato de Córdoba con ayuda más o menos encubierta de García Iñíguez, en consecuencia el emir al-Mundir dirigirá ataques a Pamplona y Tudela en los años 878 y 879, saqueando campos ya que no podía ocupar ciudades que estaban bajo dominio de sus sobrinos.
El escenario cambia con la llegada de Lubb ibn Muhammad quien siendo valí de Tudela y súbdito del emir romperá con los cristianos luchando contra los pamploneses. En el año 920, tras una ofensiva conjunta de los reyes Sancho I y Ordoño en las cercanías de Valtierra, el gobernador de la ciudad para atacará el castillo de Cárcar siguiendo las órdenes de Abderramán III. Tras la muerte de Lubb, Abd al-Hamid ibn Basil asumirá el cargo de gobernador, desplazando a la familia Banu Qasi. En el año 924 Abderramán III volvería a utilizar Tudela para dirigir sus campañas contra Pamplona.

#### Conquista de la ciudad de Tudela. SiglosXIIyXIII

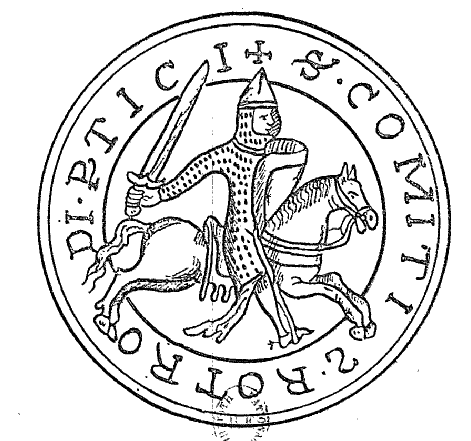
Rotrón de Perche (1080-1114) noble normando familiar del rey de Pamplona y Aragón Alfonso I el batallador, participó en la conquista de Tudela (1119), siendo posteriormente el primer gobernador de la ciudad en torno al 1123.
Su figura, «el caballico», hoy presente en el Museo de Tudela, estuvo colocada en su honor en la puerta de la catedral de Santa María

Poco después de la capitulación musulmana de Zaragoza el 18 de diciembre de 1118, Tudela fue reconquistada definitivamente por el rey Alfonso I el Batallador el 25 de febrero de 1119, con un ejército de pamploneses, aragoneses y cruzados franceses. En un primer momento se concedió el señorío sobre Tudela a Aznar Aznárez, también señor de Funes, y a Fortún Garcés Cajal, que lo era de Nájera. Posteriormente, Rotrou III, conde de Perche, uno de los principales aliados del rey durante toda la campaña de reconquista en el valle medio del Ebro sería recompensado por sus servicios concediéndosele el señorío de Tudela de 1124 a 1135.
A continuación de la reconquista de Tudela, numerosas plazas cercanas de la Ribera de Navarra fueron también tomadas y el rey Alfonso I el Batallador emprendió la reorganización administrativa de la comarca nombrando a Tudela cabeza de merindad, concediendo los fueros de Nájera a los judíos de su aljama a fin de que regresaran a la ciudad, y concediendo también a la población el discutido y supuesto fuero de Sobrarbe, así como el privilegio Tortum per tortum. Por su parte, los moros de Tudela, tras las capitulaciones pactadas con el rey Alfonso I a mediados de marzo, mantuvieron sus autoridades religiosas y judiciales, con las debidas adaptaciones Tras la muerte del rey, la separación de los reinos de Pamplona y Aragón y la restauración del viejo reino pirenaico con García V Ramírez, Tudela quedó incorporada al Reino de Pamplona.

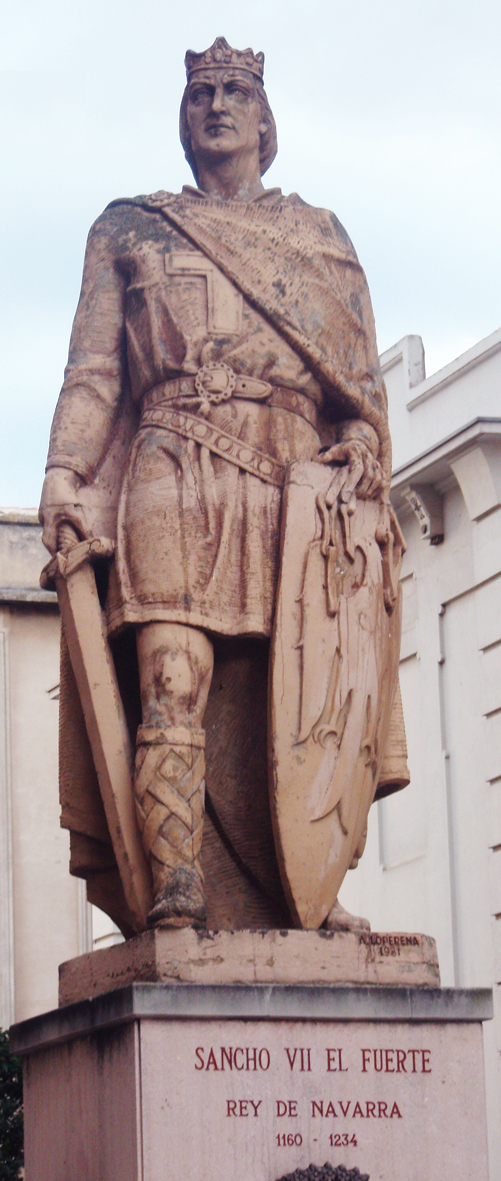
Estatua de Sancho VII el Fuerte (1194-1234), fue el último rey de Navarra la dinastía Jimena.
Famoso por participar con el resto de reyes hispánicos en la batalla de las Navas de Tolosa (1212). Vivió sus últimos años y murió en el castillo de Tudela.

Después de la Reconquista y durante casi 400 años, las tres culturas monoteístas, cada una bajo las jurisdicciones, usos y ritos propios, y en barrios diferentes, vivieron en relativa calma. La Morería y la Judería tudelanas fueron de las más prestigiosas y numerosas de Navarra. Testigo de la pujanza de la judería tudelana durante este periodo es la figura del famoso judío tudelano Benjamín de Tudela (1127/30-1175), un viajero curioso e intrépido que viajó por el Mediterráneo hasta el Próximo Oriente relatando su periplo en un libro.
La importancia demográfica y económica de Tudela, así como la identidad propia de la Ribera en el marco del reino pamplonés, hizo que los monarcas del Reino de Pamplona/Navarra del siglo XII alternasen su residencia entre Pamplona y Tudela. Ejemplo de ello es el monarca Sancho VI el Sabio (1150-1194), monarca muy cercano a Tudela, a la que convirtió en su residencia permanente durante las estaciones invernales. Sin embargo, el rey más estrechamente ligado a Tudela fue sin duda el rey Sancho VII el Fuerte (1194-1234), quien luchó en la batalla de las Navas de Tolosa en 1212 junto a los reyes Alfonso VIII de Castilla y Pedro II de Aragón. Sancho VII nació y murió en Tudela; a él se le atribuye la restauración de la alcazaba, convirtiéndola en un típico castillo medieval, y del puente sobre el Ebro.
Tudela se incorporó 1283 a la hermandad de las buenas villas, de modo que cuando se consolidó el funcionamiento de las Cortes del Reino, formó parte del brazo de las Universidades o buenas villas, ocupando el tercer puesto entre ellas, tras Pamplona y Estella.

#### SiglosXIVyXV
El siglo comienza turbulento cuando tras la muerte de Carlos I el Hermoso el 6 de marzo de 1328 se produce en Tudela junto a otras poblaciones navarras una de las matanzas o pogromos contra los judíos más resonada, la instigada por Pedro Ollogoyen.
Carlos III de Navarra le otorgó a Tudela el título de ciudad en 1390, y reformó de manera decidida el viejo castillo de Tudela, convirtiéndolo en un verdadero palacio regio, suntuoso y elegante.
En la segunda mitad del siglo XV, una vez muerto Carlos III, Tudela sufrió las consecuencias de las luchas entre agramonteses y beaumonteses. La guerra persistió a la muerte de Carlos, Príncipe de Viana en 1461 y a la de Juan II en 1479. Finalmente, la Corona de Castilla al mando del aragonés Fernando el Católico, aprovechando esta guerra y su alianza con los beaumonteses, conquistó el Reino de Navarra en 1512.

### Edad Moderna

#### SigloXVI
Durante la conquista del Reino de Navarra, Tudela quedó desde los primeros momentos aislada como único núcleo ribero que se mantuvo fiel a los reyes depuestos en 1512. Tras soportar un sitio de las fuerzas mandadas por Alonso de Aragón y tras conocer que los reyes depuestos habían huido al otro lado de los Pirineos, Tudela capituló el 9 de septiembre de 1512 en una rendición ventajosa para la ciudad, por la que Fernando el Católico se comprometía a respetar los fueros de la ciudad. La tenacidad tudelana impresionó al rey Fernando el Católico que, en 1513, concedió a Tudela el título de «Muy Noble y Muy Leal» que todavía ostenta.
Después de que 1516 se produjera el alzamiento de algunas villas y ciudades navarras con motivo de la penetración en Navarra de un ejército a las órdenes del rey Juan III de Albret, el Cardenal Cisneros, regente de Castilla, ordenó la inutilización militar de la mayoría de los castillos y fortalezas de navarras. El Castillo de Tudela fue exceptuado en un primer momento, pero en 1521 fueron desmochados sus elementos militares y en los años sucesivos fue utilizado por los tudelanos para obtener piedra para la construcción de viviendas.
Materializada la incorporación de Navarra a la Corona de Castilla, Tudela adquirió protagonismo por su condición de nudo de comunicaciones y los virreyes de Navarra eligieron a Tudela como lugar de celebración de las cortes de Navarra en 1538, 1549, 1558, 1565, 1583 y 1593.
Así mismo, Tudela, recibiendo la tradicional influencia de los usos culturales de la ciudad de Zaragoza, se convirtió pronto en uno de los centros irradiadores de la cultura renacentista en el norte de España edificándose diversas casas palaciegas en este estilo artístico entre las que sobresalen el Palacio del Marqués de San Adrián (C/Magallón), la Casa de los Ibáñez Luna (C/ Rúa), la Casa del Almirante y el Palacio Decanal residencia de los deanes de la entonces Colegiata de Tudela, actual catedral.

#### SiglosXVIIyXVIII
En 1609, reinando Felipe III, se decretó la expulsión de los moriscos, con graves repercusiones demográficas y económicas en toda España, incluyendo Navarra y Tudela. 
En el caso de los judíos los llamados “cristianos viejos” mantenían recelos y envidias hacia aquellos y demandaban “limpieza de sangre”, es decir, poder comprobar y discernir los linajes puros de aquellos otros que podían estar contaminados por sangre judía. La única forma que hallaron para poder distinguir las familias conversas de las de los “cristianos viejos” fue grabar los nombres de los judíos conversos en unos grandes lienzos (“mantas”) que colgaban en iglesias y catedrales de algunas ciudades, siendo “La Manta” de Tudela, la más famosa con casi doscientos “mantudos” inscritos en ella. En 1610 se cuelga en la capilla del Cristo del Perdón reflejando los nombres de los judíos conversos, la cual permanecería hasta mediados del siglo XIX. De esta manera las generaciones futuras podrían saber si sus antepasados provenían de judeoconversos o, por el contrario, mantenían pureza de sangre. Por aquella época no había peor amenaza o insulto que acusar a alguien de tener un antepasado “mantudo” y, precisamente, de esa acción amenazante proviene la expresión “Tirar de la Manta”.
En coincidencia con esta crisis se registró, no obstante, la llegada de nuevas y numerosas órdenes religiosas a la ciudad. En 1666 se decidió cultivar la mejana que se había formado junto al puente, dando nacimiento a la Mejana de Santa Cruz, cuyas huertas de renombre son hoy el orgullo de Tudela.
El asentamiento de diversas órdenes religiosas durante los siglos XVII y XVIII, el levantamiento de las torres de los conventos y las capillas de Santa Ana y el Espíritu Santo añadidas a la catedral, así como numerosas mansiones nobiliarias que ahora comenzaban a construirse o remodelarse, decidieron el definitivo carácter barroco de la ciudad, a pesar de su trazado antiguo. A lo largo del siglo XVIII, Tudela recobró su vitalidad. Durante esta época, la ciudad se fortaleció construyéndose numerosos palacios y casas nobles blasonadas que hoy enriquecen el casco urbano.

### Edad Contemporánea

#### SigloXIX

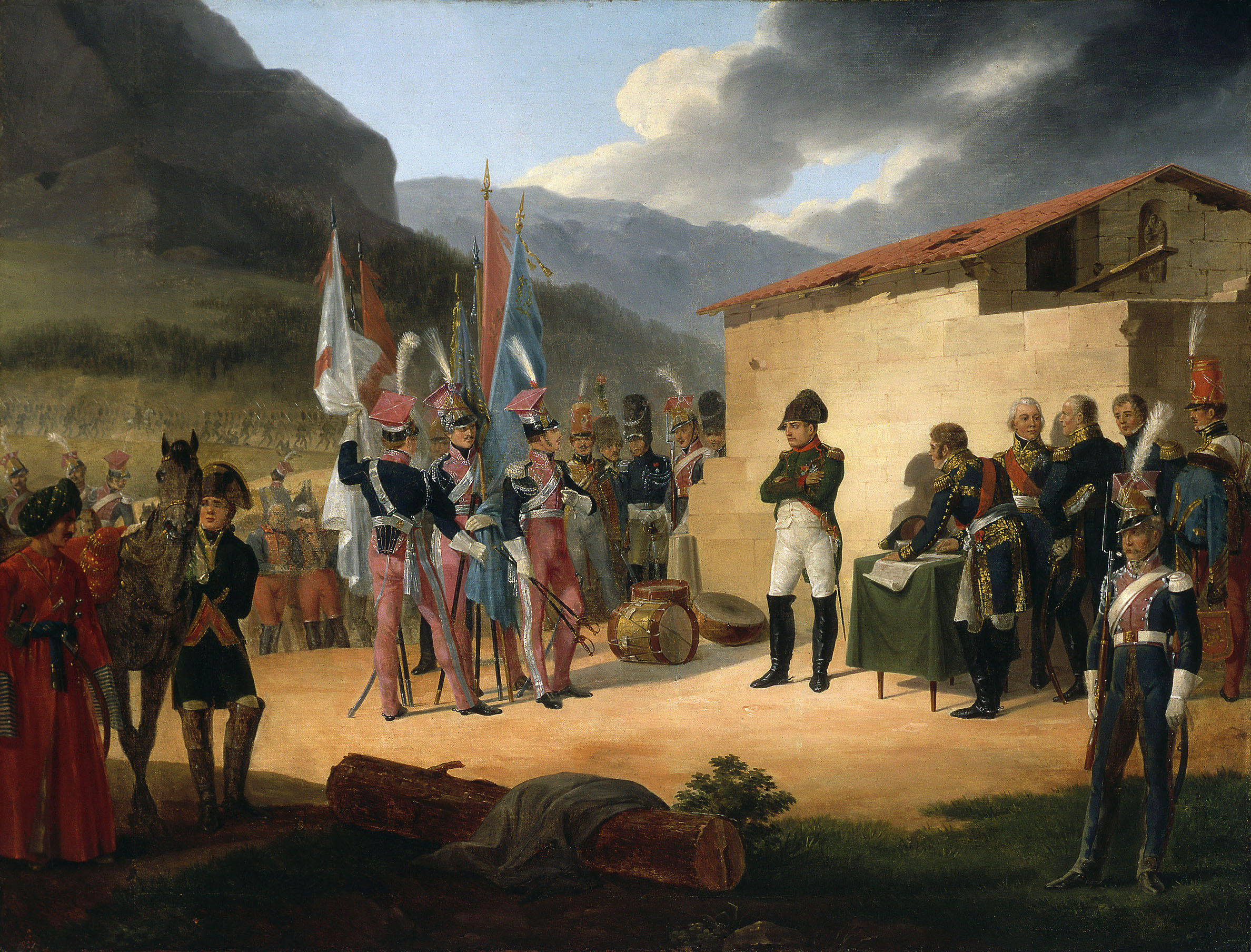
Pintura de January Suchodolski (1797–1875) sobre la Batalla de Tudela (23 de noviembre de 1808) durante la Guerra de Independencia

En 1808, Napoleón invadió España, Navarra y Tudela, iniciándose la Guerra de Independencia. El 23 de noviembre de 1808, Tudela entró en la historia militar por la Batalla de Tudela. Debido a la victoria francesa en esta contienda, el nombre de Tudela fue inscrito en el Arco del Triunfo de París. En 1813, los franceses se vieron obligados a retirarse de suelo español, abandonando definitivamente Tudela. La ciudad quedó seriamente dañada, no solo por el ejército francés, sino también por los propios guerrilleros españoles.
Como consecuencia de la Guerra de Independencia y las posteriores guerras carlistas, además de los continuos brotes de cólera y el decaimiento económico general, la población de Tudela se estancó en torno a los 7000 habitantes, asistiendo a oscilantes cambios demográficos.

#### SiglosXXyXXI
Tudela, como el resto de España, entró en el siglo XX con una importante conflictividad social, relacionada con el control existente de las tierras por terratenientes en la Ribera y por fuertes movimientos obreros.
Durante la Segunda República Española, se vivió uno de los periodos más agitados política y socialmente de la historia de Tudela.
La situación de crisis económica y el paro provocó en Tudela, como en todo el país, movilizaciones y reivindicaciones constantes de la clase obrera, que tuvo en Tudela y el resto de la Ribera su mayor apoyo.
Así mismo, el mismo periodo conoció en Tudela el liderazgo de las poblaciones del sur de Navarra en contra de la conformación de un estatuto de autonomía conjunto para las provincias vascas y la defensa de un estatuto propio para Navarra. Llegándose a reclamar por la prensa tudelana la segregación de Navarra y la creación de un cantón independiente para Tudela, si se aprobaba un estatuto conjunto con las provincias vascas.

##### Guerra Civil
Producido el golpe de Estado del 18 de julio de 1936 que daría inicio a la Guerra Civil, Tudela como el resto de Navarra quedaría desde el principio como territorio del bando sublevado, teniendo lugar una importante represión del movimiento político y obrero izquierdista. 
En el transcurso de la contienda bélica, el 13 de agosto de 1937 Tudela fue bombardeada la aviación soviética que apoyaba al bando republicano, concretamente por aviones Tupolev SB2 que causaron la muerte de 13 muertos y 20 heridos.

##### Franquismo
Finalizada la guerra, e instaurada la Dictadura del general Franco, Tudela, como el resto de España, tuvo que afrontar una dura posguerra intensificada en sus efectos tras el aislamiento político internacional al que las potencias europeas condenaron al régimen dictatorial de Franco.
Tras la normalización de las relaciones exteriores españolas durante la década de 1950 se produjo una paulatina mejora del nivel de vida que despuntará ya en la década de 1960 en la definitiva industrialización del interior del país.
Es en este momento cuando Tudela protagoniza un vertiginoso crecimiento demográfico vinculado a la instalación en la ciudad de industrias vinculadas a la transformación de productos agrarios y la fabricación de componentes electrónicos (Sanyo, Piher-Nacesa, etc.).
Aparejado a ese incremento demográfico, Tudela conocerá entre las décadas de 1960 y 1970 una gran expansión urbanística en las áreas situadas al sur y sureste de la ciudad, que tiene como principales hitos la construcción del barrio de Lourdes y la urbanización acelerada del barrio de Griseras y el entorno de la avenida de Santa Ana.

##### Democracia
Con la llegada de la democracia, a la condición de centro agrario e industrial del valle medio del Ebro que Tudela venía ostentando desde la década de 1960, la ciudad añadió también el carácter de centro comercial y de servicios de su comarca y de las comarcas limítrofes de las provincias de La Rioja, Soria y Aragón. 
El 29 de enero de 1981, el terrorismo de ETA hace presencia en la localidad aunque con un hecho anecdótico. José Ricardo Barro un supuesto integrante de la banda terrorista ETAm, nacido en Pasaia y vecino de San Sebastián, muere como consecuencia de la explosión de una bomba colocada erróneamente por él mismo junto a la subestación de Fuerzas Eléctricas de Navarra, SA (FENSA). Aparte de este suceso, en 2006 se producirá un ataque con cócteles molotov a la puerta de los juzgados de la localidad, lo que la policía vincularía a la kale borroka.
En 1986 se inaugura el Hospital General Comarcal Reina Sofía.
Hoy sigue con un crecimiento imparable, asentada sobre una larga y rica historia y apostando por el progreso. Con todos sus proyectos y objetivos, Tudela saluda el siglo XXI como una ciudad ilusionada ante su futuro.

## Demografía
Tudela cuenta con una población de 38 685 habitantes (INE 2024).
| Gráfica de evolución demográfica de Tudela entre 1842 y 2024 |
| |
| Población de derecho según los censos de población del INE Población de hecho según los censos de población del INEEntre el censo de 1857 y el anterior, crece el término del municipio porque incorpora a 315083 (Murillo de las Limas) |

El total de extranjeros censados en Tudela en 2008 eran 5146, siendo las colonias más numerosas los procedentes de Ecuador: 826, Argelia: 705, Marruecos: 547, Colombia: 491, Rumania: 343 y Portugal: 323.

## Economía

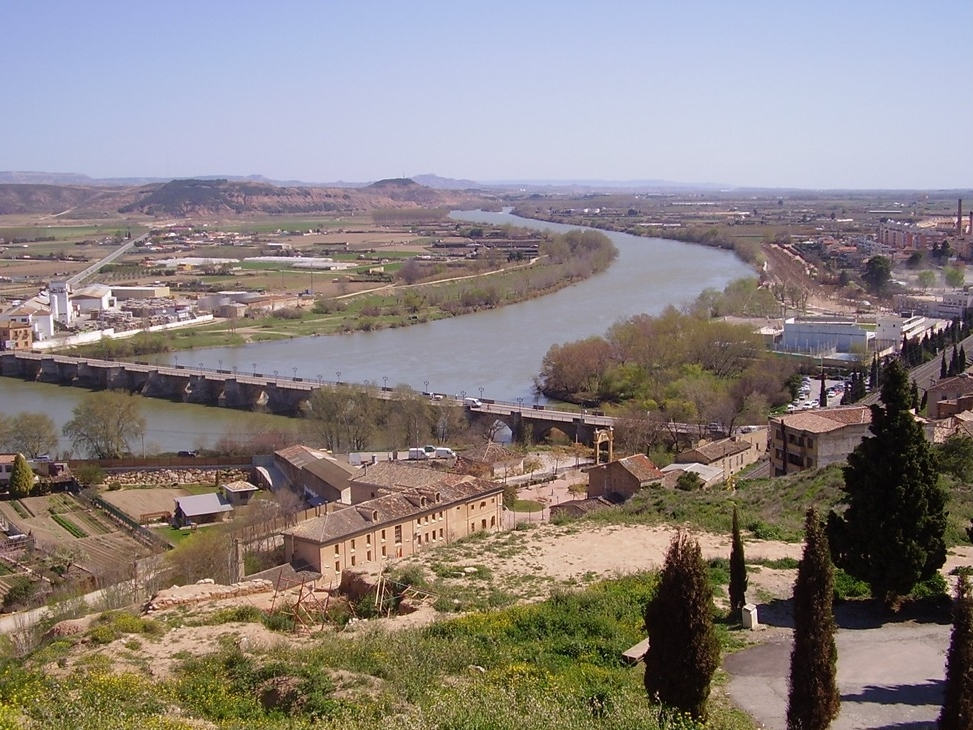
Puente sobre el río Ebro a su paso por Tudela

La economía tudelana originariamente se basaba en la agricultura, pero cada vez hay más industria y turismo.
Fábricas importantes:
- Guardian Navarra: Empresa dedicada a la fabricación de vidrio.

- Faurecia: esta también enorme fábrica produce piezas de plástico para vehículos.
- UVESA: Empresa dedicada a actividades agropecuarias (eleaboración de pienso y matadero industrial de aves)
- Nacesa: componentes electrónicos
- SKF: Empresa dedicada a producir rodamientos
- KPF: Empresa que se hizo con la parte de forja y utillaje de SKF. Central en Corea del Sur.

- Centro de Control y Técnicas Especiales: Empresa reconocida por el Gobierno de Navarra como laboratorio acreditado para el control de calidad de la edificación.[34][35][36][37]
- Entecsa: Empresa reconocida por el Gobierno de Navarra como laboratorio acreditado para el control de calidad de la edificación e inscrita en el Registro General de Laboratorios de Ensayos acreditados por el Ministerio de Vivienda.[38][34][39][40]
- GIMA: Empresa reconocida por el Gobierno de Navarra como laboratorio acreditado para el control de calidad de la edificación.[34]
- Ciudad Agroalimentaria de Tudela: Sociedad pública del Gobierno de Navarra que gestiona el parque empresarial de nombre homónimo en el polígono industrial de Serna.[41]

Tudela es la segunda ciudad en importancia de Navarra, y como tal, tiene varias grandes superficies a la vez que negocios de todo tipo repartidos por Tudela, algunos familiares que llevan más de un siglo abiertos. Cuenta con dos asociaciones de comerciantes, Asociación de Comercios y Hosteleros de Tudela y Asociación Comerciantes Empresarios Casco Antiguo de Tudela.
Agricultura y ganadería
Desde los principales registros de Tudela, la agricultura y la ganadería han sido uno de los grandes valores del municipio, de la que disponemos de cultivos de secano y regadío, y donde destaca la producción de verduras y hortalizas como la del espárrago, el pimiento, la alcachofa y el cardo entre otros.
El destino de las dos prácticas, es un futuro con una práctica cada vez más intensiva, lo que afecta directamente al estilo de vida de muchos de los animales que allí se encuentran.
En algunas zonas del lugar, se pueden encontrar bodegas de vino de calidad con denominación de origen como en Murchante. Además, no podemos dejar de nombrar la diversidad de producción ganadera de la zona (agrícola, bovina, cunícula, porcina…).

## Símbolos

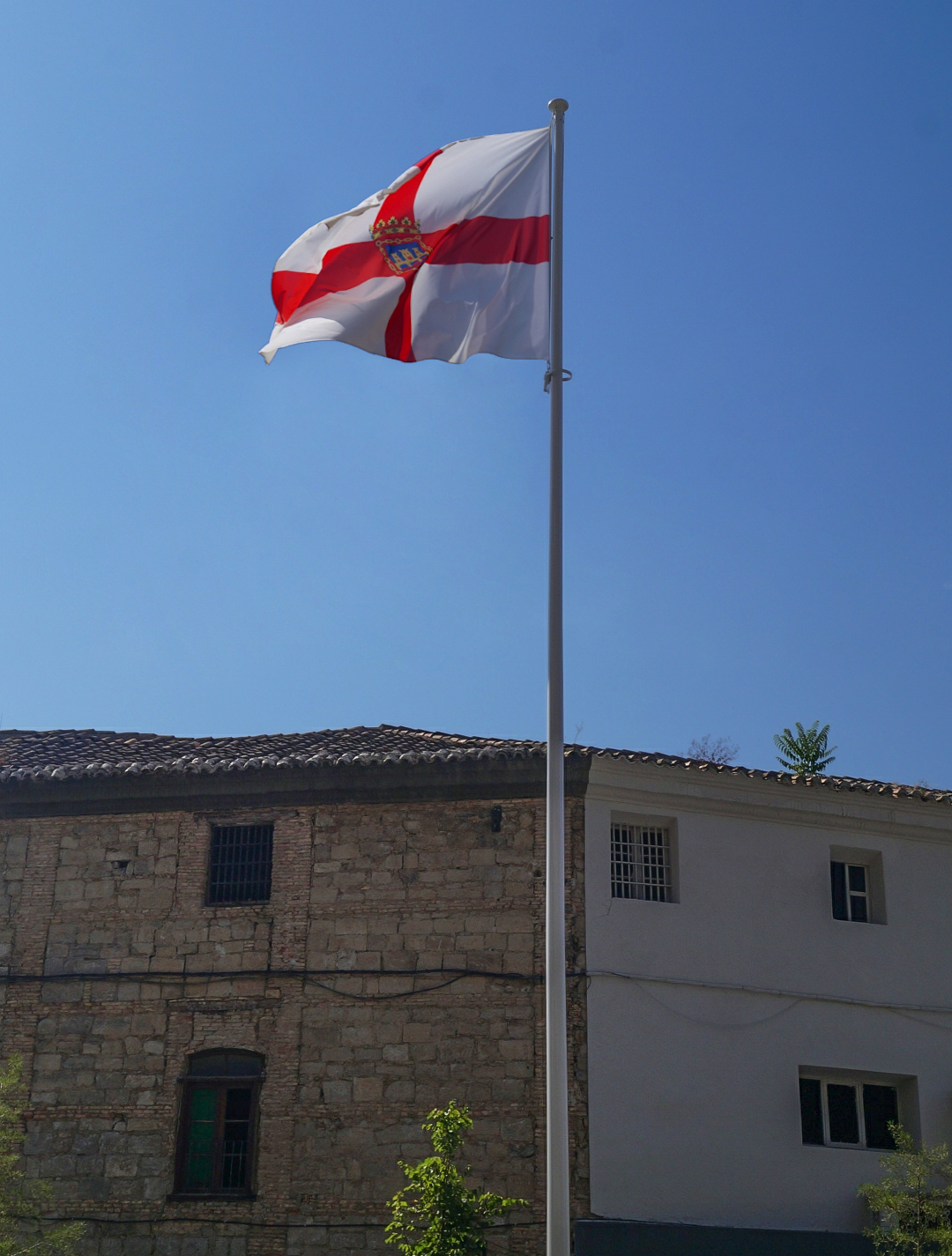
Bandera de Tudela

### Escudo
El escudo de armas de la ciudad de Tudela tiene el siguiente blasón: 

«En campo de azur, un puente de tres arcos de oro mazonado de sable sumado de tres torres almenadas siendo mayor la central que las laterales, del mismo metal y el mismo mazonado y aclaradas de gules. En punta ondas de azur y de bordura las cadenas de oro de Navarra sobre gules. Al timbre corona real abierta.»

### Bandera
La bandera de Tudela sigue el diseño característico de otras ciudades y provincias del Valle Medio del Ebro como Calahorra, La Almunia o la provincia de Zaragoza y se compone, por tanto, de un fondo de paño blanco de proporciones 2/3 sobre la que se superpone la Cruz de San Jorge con el escudo de la ciudad en los esmaltes oficiales en el centro.

## Administración y política

### Gobierno municipal

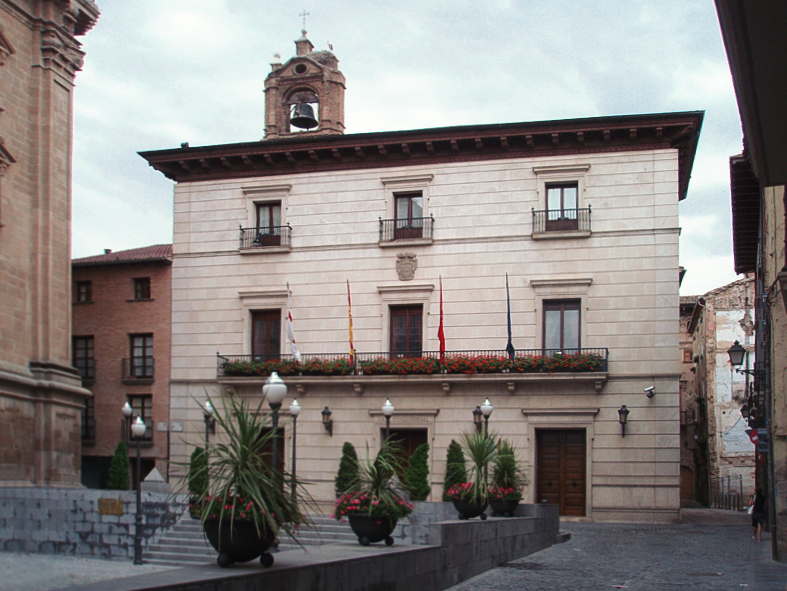
Ayuntamiento de Tudela

La administración local de la ciudad se realiza a través de un ayuntamiento de gestión democrática cuyos componentes se eligen cada cuatro años por sufragio universal. El censo electoral está compuesto por todos los residentes empadronados en ella mayores de 18 años y nacionales de España y de los otros países miembros de la Unión Europea. Según lo dispuesto en la Ley del Régimen Electoral General, que establece el número de concejales elegibles en función de la población del municipio, la corporación municipal de Tudela está formada por 21 concejales. La sede del Ayuntamiento de Tudela está emplazada en la casa consistorial, situada en la plaza Vieja, n.º1.
| Periodo   | Nombre                   | Partido | Partido                                  |
| --------- | ------------------------ | ------- | ---------------------------------------- |
| 1979-1980 | Francisco Álava Jiménez  |         | Partido Socialista de Navarra (PSN-PSOE) |
| 1980-1983 | Alberto Tantos Bordonaba |         | Partido Socialista de Navarra (PSN-PSOE) |
| 1983-1995 | José Antonio Pérez Sola  |         | Partido Socialista de Navarra (PSN-PSOE) |
| 1995-2003 | Luis Campoy Zueco        |         | Unión del Pueblo Navarro (UPN)           |
| 2003-2015 | Luis Casado Oliver       |         | Unión del Pueblo Navarro (UPN)           |
| 2015-2019 | Eneko Larrarte           |         | Izquierda-Ezkerra (I-E)                  |
| 2019-act. | Alejandro Toquero        |         | Unión del Pueblo Navarro (UPN)           |

| Partido político                         | 2023                    | 2023                    | 2023                    | 2019                  | 2019                  | 2019                  | 2015  | 2015  | 2015       | 2011  | 2011  | 2011       | 2007  | 2007  | 2007       |
| Partido político                         | Votos                   | %                       | Concejales              | Votos                 | %                     | Concejales            | Votos | %     | Concejales | Votos | %     | Concejales | Votos | %     | Concejales |
| Unión del Pueblo Navarro (UPN)           | 7420                    | 43,25                   | 11                      | En Navarra Suma (NA+) | En Navarra Suma (NA+) | En Navarra Suma (NA+) | 4349  | 26,58 | 6          | 5400  | 33,44 | 8          | 8591  | 49,29 | 12         |
| Contigo Navarra-Zurekin Nafarroa (CN-ZN) | 4191                    | 24,43                   | 6                       | 4827                  | 27,83                 | 7                     | 3766  | 23,01 | 6          | 2868  | 17,76 | 4          | 636   | 3,65  | 0          |
| Partido Socialista de Navarra (PSN-PSOE) | 2403                    | 14,00                   | 3                       | 2556                  | 14,73                 | 3                     | 2408  | 14,71 | 3          | 3651  | 22,61 | 5          | 5442  | 31,23 | 7          |
| Partido Popular (PP)                     | 1291                    | 7,52                    | 1                       | En Navarra Suma (NA+) | En Navarra Suma (NA+) | En Navarra Suma (NA+) | 1498  | 9,15  | 2          | 2595  | 16,07 | 4          | —     | —     | —          |
| Podemos-Tudela Puede                     | Contigo Navarra (CN-ZN) | Contigo Navarra (CN-ZN) | Contigo Navarra (CN-ZN) | 568                   | 3,27                  | 0                     | 1933  | 11,81 | 3          | —     | —     | —          | —     | —     | —          |
| Izquierda-Ezkerra (I-E)                  | Contigo Navarra (CN-ZN) | Contigo Navarra (CN-ZN) | Contigo Navarra (CN-ZN) | 4827                  | 27,83                 | 7                     | 3766  | 23,01 | 6          | 2868  | 17,76 | 4          | 636   | 3,65  | 0          |
| Navarra Suma (NA+)                       | —                       | —                       | —                       | 7765                  | 44,77                 | 11                    | —     | —     | —          | —     | —     | —          | —     | —     | —          |
| Candidatura de Unidad Popular (CUP)      | —                       | —                       | —                       | 453                   | 2,61                  | 0                     | 919   | 5,62  | 1          | —     | —     | —          | —     | —     | —          |
| Nafarroa Bai (NaBai)                     | —                       | —                       | —                       | —                     | —                     | —                     | —     | —     | —          | 536   | 3,32  | 0          | 1908  | 10,95 | 2          |

### Justicia
Tudela es cabeza del partido judicial número 3 de Navarra, que engloba a 23 municipios que suman un total de 92.013 habitantes de derecho, según los últimos datos del INE, cerrados a 1 de enero de 2007. Los municipios son los siguientes: Ablitas. Arguedas. Barillas. Buñuel. Cabanillas. Cadreita. Carcastillo. Cascante. Castejón. Cintruénigo. Corella. Cortes. Fitero. Fontellas. Fustiñana. Mélida. Monteagudo. Murchante. Ribaforada. Tudela. Tulebras. Valtierra y Villafranca.
La planta orgánica del partido judicial de Tudela consta de cinco juzgados de primera instancia e instrucción, con una ratio que sitúa un juez por cada 23.003 habitantes. 
El Palacio de Justicia de Tudela incluye, además de las dependencias de los juzgados, las correspondientes a la fiscalía, el Registro Civil, los servicios forenses, etc., y está ubicado en la avenida de las Merindades 66.

### Mancomunidad
Tudela es la sede de la Mancomunidad de La Ribera desde la creación de esta entidad local en 1989. La mancomunidad presta los servicios de recogida de residuos, limpieza, lazareto y rehabilitación de viviendas para los 19 municipios de la Comarca de Tudela. Su edificio administrativo se sitúa en el paseo de los Grillos 17.
La asamblea general de la mancomunidad es el órgano de gobierno y administración y está formado por 27 vocales, y la designación de 7 de los cuales corresponde al Ayuntamiento de Tudela.

### Comunidad de Bardenas
Desde 1705 Tudela también es la sede administrativa de la Comunidad de Bardenas Reales de Navarra, entidad local de carácter supramunicipal que agrupa a las 22 entidades congozantes o con derecho a uso y aprovechamiento de los recursos del territorio de Bardenas Reales. La junta general y la junta permanente de la Comunidad de Bardenas tienen su sede en la calle San Marcial 19.

### Organización territorial

#### Núcleo histórico
El Casco Viejo de Tudela es el núcleo histórico de la localidad. Se trata de un sector de caserío tradicional que hunde sus orígenes en el periodo de formación de la ciudad. Está delimitado por las laderas del cerro de Santa Bárbara y los ríos Ebro y Queiles (este último hoy cubierto). Durante el primer periodo medieval el límite estaba en el río Mediavilla, hoy en día también cubierto. La trama urbana del Casco Viejo es anárquica con frecuentes adarves (en muchos casos, restos de la trama judía y árabe), que han ido desapareciendo conforme se han ido ejecutando operaciones de reurbanización de sectores concretos del Casco Viejo. Alberga la principal zona monumental y la principal zona de copas de la ciudad. En su conjunto destacan casas nobiliarias, la mayoría de ellas restauradas.
En este barrio, en recientes excavaciones en la calle Herrerías, fue descubierto un antiguo cementerio musulmán. Este cementerio fue cubierto por construcciones cristianas tras la expulsión de los musulmanes de la ciudad.

#### Barrios
Aunque no han sido fijados oficialmente los límites, teniendo en cuenta el último Plan General de Ordenación Urbana (PGOU) y sus desarrollos posteriores, pueden considerarse como los barrios de existencia más consensuada los siguientes:

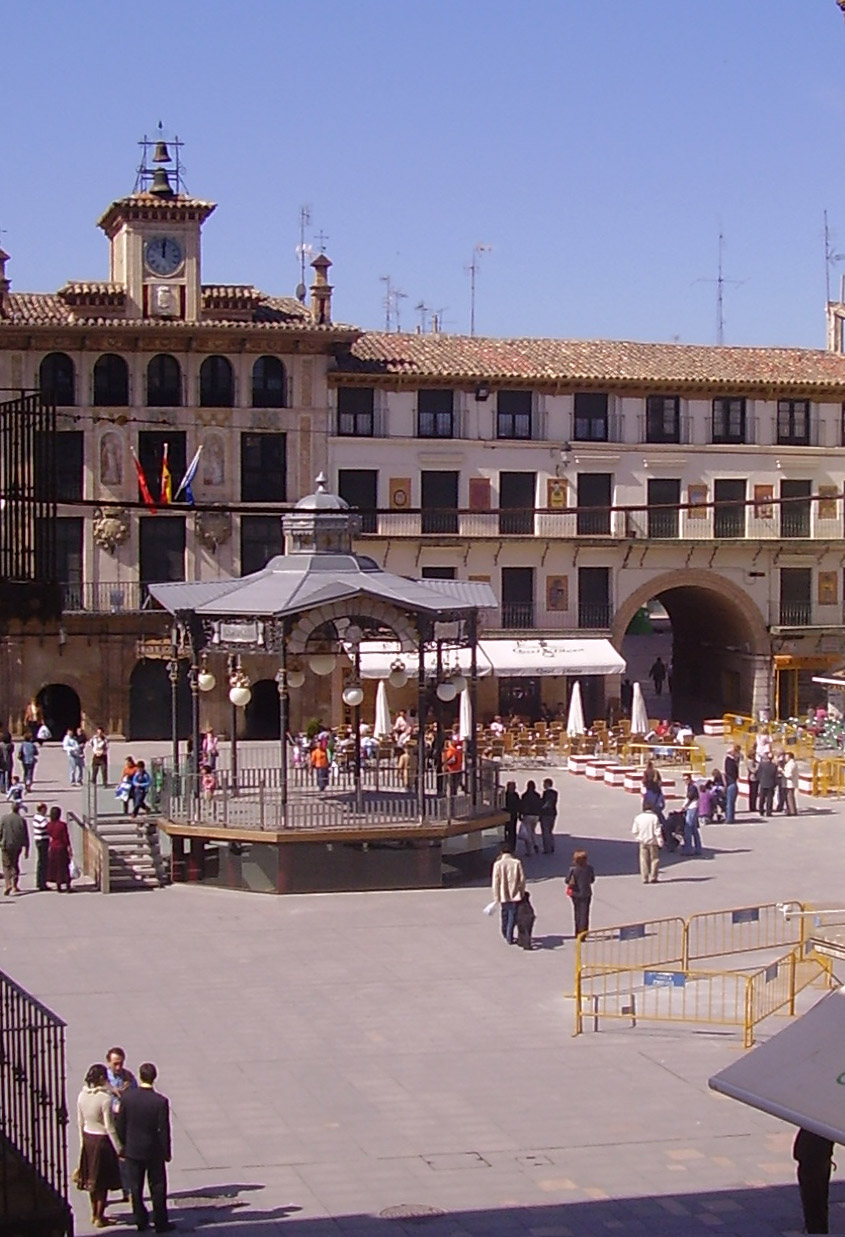
Plaza de los Fueros, en el centro de la localidad

- Azucarera: Surgido en los años 90 del pasado siglo tras el plan urbanístico que convirtió en residenciales los terrenos de la antigua Azucarera de Tudela.
- Centro: Es el ensanche este de la ciudad. Sus principales arterias son la avenida Zaragoza, la calle Capuchinos y la calle Juan Antonio Fernández.
- De la Música: Pequeño barrio situado al oeste de Virgen de la Cabeza y cerca de los polígonos industriales.
- Elola: Oficiosamente el ensanche oeste de la ciudad.
- Gardachales: Nuevo barrio que se sitúa entre el de Griseras y el centro comercial Puente de la Ribera.
- Griseras: De límites imprecisos, ocupa la explanada de salida en dirección Zaragoza integrando a la zona de Peñuelas, predominando edificios altos en torno a la avenida Zaragoza.
- Instituto: Situado al este del barrio y al sur del de Gardachales.
- Lourdes: El «Barrio» por antonomasia, llamado popularmente durante varias décadas: «las casas baratas».
- Queiles o también llamado La Albea: barrio en construcción que se sitúa entre el de la Música y el bosque de Santa Quiteria.
- Velilla: barrio de reciente construcción al sur de la carretera de Alfaro y lindante con el polígono industrial municipal.
- Virgen de la Cabeza: Es un pequeño barrio situado entre la carretera de Alfaro y la calle Virgen de la Cabeza que supone una prolongación del Casco Viejo.

## Servicios

### Educación
Existe una red centros de enseñanzas no universitarias tanto de carácter público, como concertados y privados que dan cobertura al total de la demanda educativa.
Universidades
Existen dos universidades en la ciudad de Tudela:
- Universidad Nacional de Educación a Distancia (UNED). En 1989 se creó una extensión en Tudela del Centro Asociado de Pamplona en las instalaciones de la ETI de Tudela. Inicialmente se matricularon no más de 100 alumnos, ofertando 2 carreras, derecho y psicología. En 1993 se traslada su ubicación al palacio del Marqués de San Adrián. Pero su actual desarrollo se produce a partir de que se convirtiera en Centro Asociado en 1998. En el curso 2009-2010 cuenta con un total de 55 profesores tutores y 1000 alumnos de enseñanzas regladas y más de 2000 de extensión universitaria. En 2017 oferta 30 titulaciones, el curso de Acceso para Mayores de 25 años, la UNED Sapientia (para mayores de 50 años), formación en idiomas CUID (presencialmente, inglés y francés). Es destacable gran cantidad de cursos de Formación Continua y diferentes actividades culturales que propone. En 2009 se inauguró la cátedra de calidad de la UNED «Ciudad de Tudela» (única cátedra de la UNED que se ubica fuera de Madrid) que desarrolla proyectos para sus patronos y que ha sido acreditada por ANECA para la certificación del sistema de garantía interna de calidad de los Centros asociados de la UNED. En 2010, se creó el Centro tecnológico «qInnova» (desarrollo de software informático) que ha desarrollado programas informáticos de gestión, dando servicio a más de 500.000 usuarios. En Centro obtuvo el premio Navarro a la Excelencia en 2014 (500+ EFQM) y el Premio Iberoamericano Oro a la Calidad en 2017.[48]
- Universidad Pública de Navarra (UPNA)

### Seguridad
Tudela, al pertenecer a Navarra, dispone de los cuerpos normales que el resto de España más la Policía Foral.
- Policía Nacional
- Guardia Civil
- Policía local
- Policía Foral

### Transporte

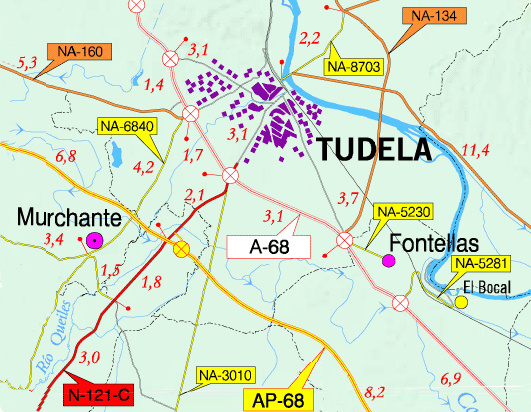
Mapa de las principales carreteras que comunican Tudela

La ciudad está muy bien situada, se encuentra a mitad de distancia entre Zaragoza y Logroño, en el corredor del Ebro que une el Mediterráneo y el Cantábrico, y en el eje que une Madrid con Francia, pasando por Soria y Pamplona.
Tiene en un radio de accesibilidad menor de 100 km a cuatro ciudades importantes; tres de las cuales son núcleos industriales de gran relevancia: Pamplona a 95 km, Zaragoza a 83, Logroño a 91 y Soria también a 91 km.
Es centro comarcal primacial, con cinco polígonos industriales públicos, dos más en gestión, y dos privados, un variado comercio, y una contrastada riqueza agrícola.

#### Carreteras
Por el municipio de Tudela discurren varias vías de alta capacidad. Destaca la Autopista Vasco Aragonesa (AP-68), la Autovía del Ebro (A-68) que comunican la ciudad con Bilbao, Logroño y el Mediterráneo y la Autopista de Navarra (AP-15) que la comunica con Pamplona, Vitoria y San Sebastián. También se podría destacar la carretera de Tarazona (N-121-C) que comunica la ciudad con Soria y Madrid y además dispone de una red secundaria que la comunican con las localidades cercanas.
| Autopistas - Autovías     | Autopistas - Autovías           | Autopistas - Autovías                                       | Autopistas - Autovías |
| Identificador             | Denominación                    | Itinerario                                                  |                       |
| ------------------------- | ------------------------------- | ----------------------------------------------------------- | --------------------- |
| Autopista Vasco-Aragonesa | Autopista Vasco-Aragonesa       | Bilbao - Logroño - Tudela - Zaragoza                        |                       |
|                           | Autovía del Ebro                | Castejón - Límite provincial con Zaragoza (N-232)           |                       |
|                           | Autopista de Navarra            | Castejón - Irurzun                                          |                       |
| Otras vías                |                                 |                                                             |                       |
| Identificador             | Denominación                    | Itinerario                                                  |                       |
| N-121-C                   | Carretera Nacional N-121-C      | Tudela - Tarazona                                           |                       |
| NA-134                    | Eje del Ebro                    | Tudela - Arguedas - Valtierra - Cadreita - Milagro - Azagra |                       |
| NA-160                    | Tudela-Baños de Fitero          | Tudela - Cintruénigo                                        |                       |
| NA-126                    | Tudela - Tauste                 | Tudela - Cabanillas - Fustiñana                             |                       |
| NA-125                    | Tudela - Ejea de los Caballeros | Tudela - Bardenas Reales - límite provincia de Zaragoza     |                       |
| NA-3010                   | Tudela - Ablitas                |                                                             |                       |
| NA-6840                   | Tudela - Murchante              |                                                             |                       |

#### Autobús
En Tudela existen 3 líneas de autobús urbano:
- Línea verde: Circular
- Línea roja: Centro - Bº Lourdes - Hospital
- Línea amarilla: Centro - Casco Antiguo - Virgen de la Cabeza - Hospital

## Monumentos y lugares de interés

### Monumentos religiosos
- Catedral de Santa María de Tudela (siglo XII-XIII, tardorrománico, pero con añadidos hasta casi la época actual).
- Iglesia de la Magdalena (siglo XII, románica).
- Iglesia de San Nicolás (siglo XII- nuevo edificio del siglo XVIII, con la portada románica del siglo XII).
- Iglesia de San Jorge el Real (del siglo XVII, barroca).
- Palacio Decanal o Palacio del Deán (alberga el museo decanal).
- Iglesia y Convento del Carmen (del siglo XVI, estilo manierista).
- Seminario Conciliar de Santa Ana (del siglo XVI, manierista).
- Iglesia del colegio de San Francisco Javier (del siglo XVI, tardogótico).
- Iglesia y convento de las Capuchinas (del siglo XVIII, barroca).
- Iglesia y convento de las Dominicas (del siglo XVII, estilo manierista con decoraciones barrocas).
- Iglesia de la Compañía de María (del siglo XVII, barroca).
- Parroquia y Hospital de Santa María de Gracia (Pza. Nueva) (del siglo XVI, gótico-renacentista, remodelación en segunda mitad siglo XX).
- Iglesia y convento de los Capuchinos (de finales del siglo XIX).
- Actual Iglesia y convento de las Clarisas o de Santa Clara (segunda mitad del siglo XX).
- Convento de las Siervas de María (del siglo XX, neogótico).
- Parroquia de Nuestra Señora de Lourdes (del siglo XX)
- Parroquia de San Juan Bautista (del siglo XX)
- Ermita de Santa Cruz (primera ermita, siglo XII; actual ermita, siglo XIX).
- Ermita de Santa Quiteria (primera ermita, siglo XIV; actual ermita, siglo XIX).
- Ermita de la Virgen de la Cabeza (primera ermita, siglo XVII; actual ermita, siglo XIX).
- Humilladero del puente. (construcción 1540).
- Monumento al Corazón de Jesús (en 1942, sobre la ermita de Santa Bárbara y antiguo Castillo de Tudela).
- Monumento al Corazón de María (en 1956).

### Monumentos civiles
- Puente de piedra sobre el río Ebro, con 17 arcos.
- Casa Consistorial o Ayuntamiento (siglo XVII, fachada neoclásica).
- Palacio del Marqués de San Adrián, que destaca por sus frescos agrisallados -únicos en palacios civiles del XVI-, que es sede de la Universidad Nacional de Educación a Distancia en Tudela.
- Palacio del Marqués de Huarte (siglo XVIII, barroco, sede del Archivo Municipal de Tudela y de la biblioteca Yanguas y Miranda).
- Casa del Almirante (siglo XVI, plateresca).
- Casa de los Ibáñez de Luna (siglo XVI, plateresca) (Mansión de los Señorena) (siglo XVI, renacentista).
- Real Casa de Misericordia (siglo XVIII, neoclásico).
- Casa de Labastida (siglo XVII-XVIII).[49]
- Casa de Veráiz, sede del Museo Muñoz Sola, sobre cuya fachada se conserva la piedra armera más antigua de la ciudad.[50]
- Casa de Arizcun, también conocida a veces como Casa Butini o de los Condes de Heredia Spinola (siglo XVIII, neoclásico).[51]

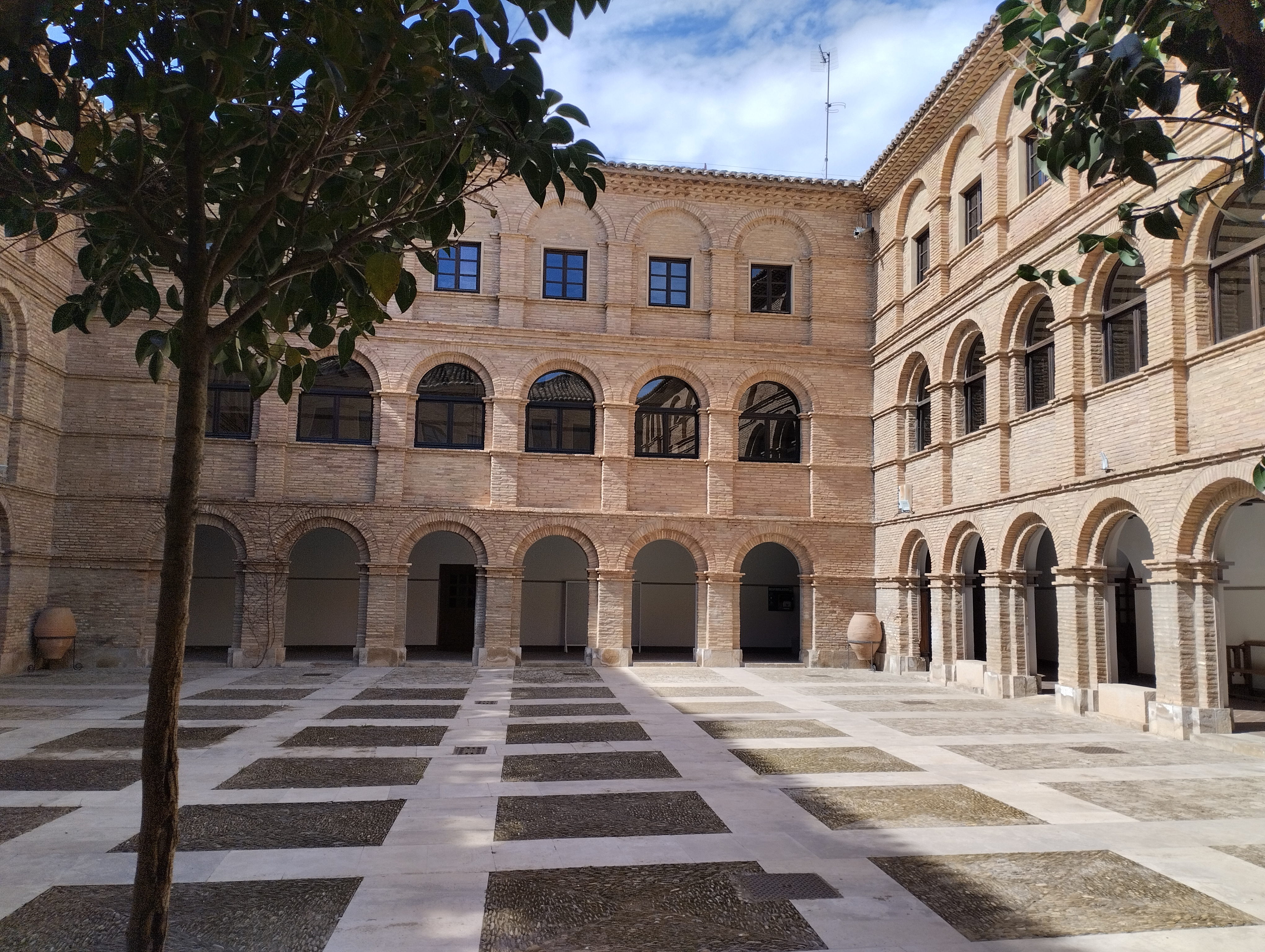
Patio de Castel Ruiz

- Centro cultural Castel Ruiz. Fue convento de los jesuitas hasta su expulsión de España en 1767. Se construyó en el siglo XVII, en ladrillo, en un estilo clasicista. La aneja iglesia de San Jorge era la capilla de la comunidad religiosa. Destaca el patio interior, espacioso, de planta rectangular, con tres pisos. El piso bajo da acceso al patio y tiene arcos de medio punto sobre pilares, los dos restantes están definidos por arcos ciegos también de medio punto separados por pilastras. Una vez restaurado en 1983, alberga la Escuela de Música y el Conservatorio Fernando Remacha.
- Se conserva gran cantidad de casas señoriales, con escudos en sus fachadas, balcones labrados con esculturas.
- Plaza de toros Chata de Griseras (en 1933).
- Hospitalillo de Niños Huérfanos data del siglo XVI en el casco de la ciudad.

### Construcciones militares
- Torre Monreal (torre original, siglo X; actual torre octogonal, siglo XIX)

## Cultura
- Museo Diocesano, situado en el Palacio Decanal.
- Museo Muñoz Sola de Arte Moderno.
- Archivos eclesiásticos de Tudela, donde se puede encontrar documentación religiosa desde el siglo XI hasta la actualidad.
- Centro cultural Castel Ruiz, sede de la Escuela de Música, de Jotas y auditorio.
- Centro cultural Miguel Sánchez Montés, sede de la Comparsa Perrinche y de los alabarderos de San Juan.
- Teatro Gaztambide
- Cine Moncayo, donde se celebra el Festival Ópera Prima, cine infantil, cine independiente y sede del Cine Club Muskaria.

### Fiestas

#### Carnaval de Tudela
Los «zipoteros» debieron ser personajes muy populares en distintas localidades de la Ribera de Navarra. Esta figura fue rescatada en el carnaval de Tudela en 1989, que tras tres décadas sin celebrar esta fiesta volvió a hacerse en 1983. Sin embargo, el desfile de los «zipoteros» por las calles de la capital ribera es una tradición muy remota, que ya recogió Yanguas y Miranda en sus escritos sobre la tradición del carnaval de Tudela y el personaje del zipotero. El «zipotero» viste pantalón blanco, faja roja, camisa de color, sobrecamisa azul, una máscara blanca, un pañuelo anudado en las cuatro esquinas para la cabeza y, como complemento, una vara con unos cascabeles y una botana. El «capirote» es un personaje de nueva creación que encabeza el cortejo. Lleva la cara cubierta, un alto gorro y una vara con dos cencerros.

#### El Volatín
Las tradicionales ceremonias del Ángel y del Volantín, han discurrido siempre juntas en la fiesta y en la costumbre tudelana desde su inicio, que se considera probable en el siglo XIII o XIV.
El día de Sábado Santo, a las 10 de la mañana, un muñeco o pelele de madera, con sus miembros articulados, vestido con un atuendo que intenta resumir lo más comentado en la ciudad ese año y con un puro-petardo en la boca recibe asustado al encargado que pone fuego al dicho petardo.
El torno al que está sujeto el muñeco comienza a moverse de izquierda a derecha y viceversa dando lugar a que el Volatín o Judas a quien representa, vaya dando vueltas y más vueltas cayendo al suelo pedazos de traje. Así ha llegado hasta nosotros está sencilla ceremonia que recuerda la muerte desesperada de Judas, el Apóstol que entregó al maestro a sus enemigos.

#### La Bajada del Ángel
Tan antigua como el Volatín es la Bajada del Ángel, en la que se representa el pasaje bíblico de la anunciación de la resurrección de Cristo a la Virgen María. En esta representación un niño o niña (hasta 2007 solo un niño podía representar al ángel) vestido de ángel, suspendido en una maroma que cruza la plaza, es llevado por el aire hasta llegar a donde tienen la imagen de la Virgen en hombros. Para ello se emplea un torno y una segunda cuerda que mueven al niño en su recorrido. La Virgen tiene cubierta su cabeza con un velo negro por la muerte de su hijo, y el niño le quita el velo simbolizando la alegría por la resurrección de Cristo.
Hasta abril del año 1851 se vino celebrando en la plaza Vieja, pero en este año acordó el municipio trasladar la función a la plaza Nueva, en la que desde entonces se sigue celebrando a las 9 de la mañana del Domingo de Pascua.
Pocas veces se ha interrumpido esta popular función, únicamente durante la invasión de las tropas de Napoleón en el siglo XIX, la Guerra Civil en el siglo XX y la pandemia del COVID-19 en el siglo XXI.
Esta fiesta, aunque pudo celebrarse en algunos lugares más sólo se conserva con características similares en Aranda de Duero (Burgos), Alfarrasí (Valencia) y Peñafiel (Valladolid).

#### Fiestas de San Juan
Se celebran en el barrio de Lourdes en el fin de semana más próximo al día de San Juan desde 1978. Las fiestas comienzan en viernes, con el lanzamiento del cohete anunciador. Seguido de esto se va en pasacalles acompañados por los gigantes, los cabezudos de la Comparse Perrinche y los danzantes del Paloteado hasta la plaza del Padre Lasa, donde se le hace un homenaje. Después se va a la casa de los Donantes del Rosco de San Juan, que suelen ser familias del barrio, dónde se baila y después se vuelve en pasacalles a la parroquia dónde se realiza el "saludo de arcos" a la familia donante y un baile de gigantes. El sábado se levanta con los Auroros de San Juan, y por la mañana hay multitud de actividades. Por la tarde se hace el Paloteado de San Juan (una mezcla de baile y teatro), precedido por el desfile de la Guardia de Honor de los Alabarderos de San Juan Bautista y la procesión del Santo. Por la noche hay verbena y una procesión de luminarias hasta la famosa hoguera de San Juan. En el domingo acaban las fiestas con la salida de la Comparsa Perrinche por las calles del barrio.

#### Fiestas patronales de Santa Ana

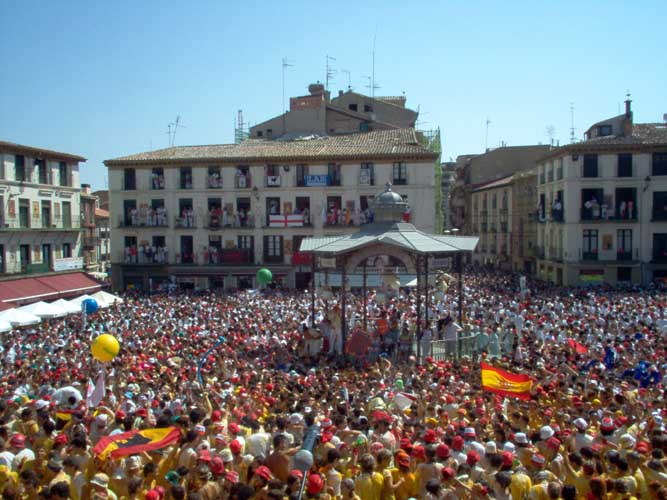
Día del cohete anunciador de las fiestas, plaza nueva o de los fueros

Las fiestas patronales de Tudela se celebran en honor a Santa Ana y Santiago, patronos de la ciudad, entre los días 24 y 30 de julio. El día grande de las fiestas tiene lugar el día 26, día de Santa Ana.
Tiene un denso programa festivo popular en el que destacan, como actos más características y consolidados, la feria taurina, los encierros de reses bravas, la conocida como «Gigantada» (concentración de comparsas de gigantes de Navarra) y «la Revoltosa», baile-carrusel cincuentenario que pone a prueba todas las noches el temple y vigor de los participantes en un recio rito folclórico que se desarrolla todas las noches de fiestas en torno al quiosco de la plaza Nueva al son de la música interpretada por la banda municipal de música de Tudela.
Así mismo, uno de los actos más entrañables se celebra el día 25, día de Santiago, en el que, además de tener lugar la procesión religiosa de dicho santo, también se nombra oficialmente al «Tudelano Popular». El galardón es otorgado anualmente al hombre o mujer que ha destacado destacado por su forma de ser y por su trabajo por Tudela reconocido por la mayoría de los ciudadanos. Durante años se ha celebrado en el punto más importante de Tudela, la plaza Nueva, pero que el M.I Ayuntamiento se ha adjudicado para sí mismo el lugar, desalojando de ella a todo lo ajeno a su organización.
Las fiestas concluyen el día 30 (en realidad en la madrugada del día 31 de julio) en la plaza Nueva con el llamado Pobre de Mí. Dicho acto tiene lugar a la 1 de la mañana de la madrugada del día 31 de julio. La autoridad municipal efectúa una alocución desde el balcón de la Casa del Reloj dando por concluidas las fiestas y dando la bienvenida a la preparación de las del año que viene, lanzando acto seguido desde dicho balcón el cohete anunciador de la finalización de las fiestas. A continuación, las charangas de las peñas de Tudela protagonizan un pasacalles que supone el definitivo último acto de las fiestas.

#### Romerías
Del Cristo:
- 3 de mayo. Secular romería popular desde 1734 a la ermita del Cristo, situada bajo el cerro de Santa Bárbara, y en la imagen derecha del Río Ebro, en el paraje llamado con el mismo nombre que la ermita. Se come la tradicional «culeca» (bollo de pan dulce con uno o dos huevos cocidos dentro).

De Santa Quiteria:
- 22 de mayo. A la ermita del mismo nombre. También se come un bollo dulce esa tarde.

#### Otras fiestas
San Pedro
- 29 de junio (verbena): fiestas del Casco Viejo Tudelano. Ambiente festivo, pasacalles, juegos, cenas populares, cucaña, y tradicional hoguera donde se quema a Don Cierzo

Carnavales
- Como en otras ciudades españolas, durante dos días, las calles de Tudela se llenan del colorido y la alegría de los disfraces.

Jornadas de Exaltación de la Verdura
- Semana donde coincide con la recolección de la verdura en la Ribera. En esta hay degustaciones, cenas, charlas, foros, todo lo relacionado con la verdura.

Navidad
- Gran cantidad de conciertos navideños, exposiciones de belenes, y que termina con una gran cabalgata de reyes, donde las carrozas bellamente decoradas con motivos de carnaval, recorren la ciudad llevando a los tres Reyes Magos.

### Leyendas

#### Pasadizo de la torre Monreal-catedral de Santa María-cerro de Santa Bárbara
La leyenda más común y más creída, sobre todo en la niñez, era acerca de la existencia de un pasadizo que unía la Torre Monreal con la catedral y ésta a su vez con el Castillo de Sancho el Fuerte ubicado en el cerro de Santa Bárbara; aunque abundan los que han visto y encontrado espadas y monedas antiguas, nunca se ha probado que haya existido este. Las últimas excavaciones arqueológicas que han limpiado la torre y el castillo por dentro han demostrado que no son más que eso, leyendas. Aparte, técnicamente son imposibles estos pasadizos, porque entre otras cosas, tendrían que pasar por debajo de dos ríos..., el Mediavilla y el Queiles.

#### Leyenda de Santa Quiteria
Año 1683. La lluvia caía intensamente sobre Tudela y el cierzo racheado barría sin piedad las calles de la ciudad cuando, presa del delirio propio de la rabia, la joven María Arróniz (hija de Miguel Arróniz y Petronila Marsella) vestida con un ligero camisón, sujetando un candil, cruzó las puertas de la localidad y se adentró en el campo, perdiéndose en la oscuridad. Semanas antes, un perro le había mordido al volver a casa después de los oficios y, desde entonces, había permanecido postrada en cama. Al notar su ausencia, los familiares salieron a buscarla desesperados, preguntaron a los vecinos y, ante la falta de noticias, se organizaron en cuadrillas junto con los alguaciles para dar con ella.
Ya caía la tarde y se esfumaban las esperanzas de hallarla con vida cuando dieron con ella en el interior de la ermita de Santa Quiteria, con la puerta cerrada, sin muestras de la enfermedad, apacible y tranquila, acompañada del perro que le había mordido atado a su muñeca con una cinta.
No recordaba nada, pero en Tudela quedó grabada siempre la historia y, desde ese momento, permanece la creencia de que las personas y animales que se postran ante la imagen quedan librados del mal de la rabia. Así, la capital ribera celebra la festividad de Santa Quiteria cada 22 de mayo, gracias al esfuerzo de un grupo de amigos que siguen manteniendo esta tradición. Suman 170 familias, más de 600 personas, empeñadas en que la ermita situada en el paraje del mismo nombre siga atrayendo a las personas.

#### Leyenda de los oficios

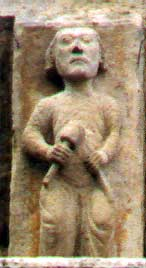
Uno de los canecillos de la iglesia de la Magdalena

Existe la leyenda de que en la iglesia de la Magdalena (románica, del siglo XII), en su entrada principal, hay unos canecillos que representan a los oficios característicos de la Edad Media: cantero, pastor, agricultor, músico, etc., y que el día que se va a bautizar a un niño/a, el padrino que lleva en brazos a la criatura pasa por debajo del canecillo del que quiere que sea el niño de mayor.

### Gastronomía
La cocina de la ribera navarra está marcada por unas características climáticas especiales y por su condición de zona de paso y pervivencia de tres culturas. Este marco y el Ebro han favorecido el desarrollo de una gastronomía diferencial y diversa con especial renombre en la verdura, permitiendo degustar, en todo su valor, las típicas y autóctonas de Navarra que rozan la perfección vegetal. Los cogollos de Tudela que son prietos, tiernos y sabrosos. La borraja reina de las verduras. Los espárragos comestibles de la cruz a la fecha; las habas; los guisantes; el cardo; los pimientos. La alcachofa con sus tiernas hojas, que pueden ser cocinadas solas, en salsa de almendras, salteadas con jamón, fritas, con almejas. Entre los platos típicos se encuentra el cocido tudelano.
Y como plato estrella de la huerta de Tudela «la Menestra» con verduras típica de la huerta. Son típicos los jarretes y las costillicas de cordero, la carne de toro, los callos, las perdices y el popular calderete. Para postre, todo tipo de frutas: melocotón, pera, manzana, cerezas, y en repostería, los cafareles, las mantecadas, y el especial «manjar blanco». Todo ello regado por los vinos navarros, los tradicionales rosados y los nuevos tintos de gran calidad.

### Deporte
Tudela tiene varios centros deportivos:
- Complejo municipal Ciudad de Tudela. Incluye piscinas, frontón, pista polideportiva donde disputa sus partidos como local el Ribera Navarra Fútbol Sala y el estadio Ciudad de Tudela en el que juega el C.D. Tudelano
- Complejo deportivo Ribotas del Ebro (que incluye gimnasio, piscinas y frontón)
- Complejo deportivo Nelson Mandela con pistas para fútbol, baloncesto, rugby y atletismo.
- Patinódromo municipal.
- Skatepark.
- Los polideportivos de los colegios San Julián (pistas de futbito, baloncesto y hokey), Griseras (futbito y balonmano).
- Benjamín de Tudela (futbito, baloncesto).
- Campos de fútbol del CD Lourdes
- Campos de fútbol de Santa Quiteria. Situados dentro del Pinar de Santa Quiteria, entorno en el que se suelen disputar pruebas de los Campeonatos Navarros de Atletismo
- Piscinas municipales cubiertas y centro deportivo municipal Clara Campoamor
- Sociedad Deportiva Recreativa Arenas (privada)
- Campos de fútbol Jesuitas (privados).

Algunos clubes deportivos de Tudela:
- C.D. Tudelano (fútbol, 2.ª RFEF)
- Club Rugby Gigantes de Navarra (rugby).
- C.D. Lourdes (Fútbol, Autonómica).[52]
- Club Deportivo Unión Tutera (fútbol, 1.ª Regional)
- Club Ciclista Muskaria (ciclismo)
- Club de Montaña Muskaria (montañismo y escalada)
- Club SDR Arenas (baloncesto, natación, triatlón y gimnasia)[53]
- C.D. San Javier (fútbol, 1.ª Regional).
- C.B. Genesis[54]
- C.D. TIMBA SLOT (SLOT, SCALEXTRIC).
- J.C. Ibero (Judo).
- C.B. Sanchicorrota (Balonmano, 1.ª Nacional).
- Club Ribera Atlético (Atletismo). Colabora con el Ayuntamiento de Tudela en la organización de la San Silvestre de Tudela, una de las carreras más antiguas de Navarra.
- Club BTT Tudela (Ciclismo Mountain Bike).
- Ribera Navarra Fútbol Sala (primera división de fútbol sala).[55]Ribera Navarra F.S.

## Ciudades hermanadas
- Le Mans, Francia[56]
- Mauleón, Francia[57]
- Mont-de-Marsan, Francia[58]
- Tiberíades, Israel
- Coquimbo, Chile

## Efemérides
- Año 716, Ayub el Lajimita, Gobernador de España, sucesor de Abdalasis, se apoderó de la ciudad de Tudela.
- Año 802, Tudela fue fortificada por Amrus ben Yusuf, gobernador de la Marca Superior por el emir Al-Hakam I]].
- 25 de febrero del año 1119, es conquistada la villa por las tropas cristianas del rey Alfonso I de Aragón, conocido como «El Batallador», del poder musulmán.
- Año 1160, comienza su famoso viaje el judío tudelano Benjamín de Tudela.
- Año 1390, Carlos III de Navarra «El Noble» nombra a Tudela ciudad.
- 9 de septiembre del año 1512, Tudela jura obediencia a Fernando el Católico.
- Año 1516, se expulsa a los musulmanes de Tudela, a excepción de los que se convirtiesen al cristianismo. Quedan 200 casas abandonadas. Se arruinan las murallas que rodeaban la ciudad, así como el castillo; se derriban las torres de la puerta de Calahorra.[59]
- Año 1530, Santa Ana es nombrada patrona de Tudela.
- Año 1572, la imprenta llega a Tudela. Tomás Porralis de Saboya imprime el primer libro conocido en la ciudad.
- Año 1676, se derrumba la primitiva torre de la catedral.
- Año 1684, se coloca la primera piedra de la actual torre, de estilo barroco.
- Año 1783, el papa Pío VI crea la diócesis de Tudela elevando el rango de la primitiva Colegiata de Tudela a catedral y permitiendo al deán tudelano el uso de las dignidades episcopales (anillo, báculo y mitra).
- 23 de noviembre del año 1808: Batalla de Tudela en la guerra de la Independencia española.
- 29 de abril del año 1861: Se produce la llegada del primer tren a Tudela.
- Año 1978: Puesta en servicio de la Autopista Vasco-Aragonesa en Tudela.
- Año 1986: Inauguración del Hospital Reina Sofía.
- Año 2002: Inauguración de la nueva Variante Oeste de Tudela (tramo A-68).
- 22 de febrero del año 2007: Inauguración de la nueva Variante Este de Tudela, incluido el segundo puente sobre el Ebro a su paso por Tudela.
- Año 2016 El Gobierno de Navarra cierra el acceso desde el camino del instituto a la variante Oeste (A-68).